# نجیب محفوظ
نجیب محفوظ عبد العزیز ابراهیم احمد الباشا (۱۱ دسامبر ۱۹۱۱ – ۳۰ اوت ۲۰۰۶) نویسنده و روزنامه‌نگار مصری بود که در سال ۱۹۸۸ برندهٔ جایزهٔ نوبل ادبیات شد. او نخستین و تنها مصری و عربی است که برندهٔ جایزهٔ نوبل ادبیات شده‌است. او در طول ۷۰ سال فعالیت حرفه‌ای یعنی از دههٔ ۱۹۳۰ تا ۲۰۰۴، ۳۵ رمان، بیش از ۳۵۰ داستان کوتاه، ۲۶ فیلمنامه و هفت نمایشنامه منتشر کرد همچنین مطالب زیادی برای روزنامه‌ها نوشت. او بیشتر به خاطر رمان‌هایش مانند سه‌گانهٔ قاهره (بین القصرین، قصر الشوق و سکریه) و بچه‌های محلهٔ ما شناخته می‌شود. وقایع تمام رمان‌های او در مصر اتفاق می‌افتد. در میان نویسندگان عرب، نجیب محفوظ بیشترین اقتباس‌های سینمایی و تلویزیونی از آثارش را دارد. آثار محفوظ سبک رئالیسمی دارد ولی مضامین اگزیستانسیالیسمی نیز در آنها دیده می‌شود که باعث می‌شود او به همراه طه حسین از نخستین نویسندگان معاصر ادبیات عرب باشند که به بررسی مضامین اگزیستانسیالیسمی پرداخته‌اند.

## اوایل زندگی و تحصیلات
محفوظ در سال ۱۹۱۱ در یک خانوادهٔ مسلمان مصری که متعلق به طبقهٔ متوسط به پایین بودند، در قاهرهٔ قدیم (کهن‌ترین بخش قاهره) به دنیا آمد. بخش نخست از نام چند بخشی او به پاس قدردانی از نجیب پاشا محفوظ که متخصص زنان و زایمان معروفی بود و بر زایمان سخت او نظارت داشت، انتخاب شد. محفوظ هفتمین و کوچک‌ترین فرزند خانواده با چهار برادر و دو خواهر بزرگتر از خودش بود. پدرش عبدالعزیز ابراهیم که محفوظ او را «سنتی» توصیف می‌کرد، یک کارمند دولتی بود و محفوظ عاقبت در سال ۱۹۳۴ راه او را ادامه داد. مادر محفوظ فاطمه نام داشت و دختر مصطفی قشیشه (شیخ مسجد الازهر) بود. مادرش با اینکه بیسواد بود اما محفوظ را برای گردش‌های متعدد به مکان‌هایی فرهنگی مانند موزهٔ مصر و اهرام مصر می‌برد.
خانوادهٔ محفوظ از مسلمانان مؤمن مصر بودند بنابراین محفوظ تربیت مذهبی سختگیرانه ای داشت. او در مصاحبه‌ای دربارهٔ فضای مذهبی سخت خانه در دوران کودکی اش اظهار داشت: «تصور اینکه از اینچنین خانواده ای هنرمندی پرورش یابد ممکن نبود.»
انقلاب ۱۹۱۹ مصر تأثیر شدیدی بر محفوظ گذاشت اگرچه او در آن زمان تنها هفت سال داشت. او یکبار از پنجره، سربازان انگلیسی را دید که برای متفرق کردن تظاهرکنندگان به آنان تیراندازی کردند.
محفوظ که در اوایل زندگی بسیار مطالعه می‌کرد تحت تأثیر اشخاصی مانند حافظ نجیب، طه حسین و سلامه موسی (از اعضای جنبش فابیانیسم) قرار گرفت.
محفوظ پس از اتمام تحصیلات متوسطه در سال ۱۹۳۰ در دانشگاه مصر (دانشگاه قاهرهٔ کنونی) پذیرفته شد و در آنجا به تحصیل در رشتهٔ فلسفه پرداخت سپس در سال ۱۹۳۴ فارغ‌التحصیل شد. در سال ۱۹۳۶ پس از گذراندن یک سال از دورهٔ کارشناسی ارشدِ فلسفه تصمیم گرفت ترک تحصیل کند و تبدیل به یک نویسندهٔ حرفه ای شود. او اولین اثر خود را در مجلهٔ الجدیدة منتشر کرد که سلامه موسی در سال ۱۹۲۹ آن را تأسیس کرده بود. بعد چندی به روزنامه‌نگاری پرداخت.

## زندگی شخصی
نجیب محفوظ پس از انقلاب ۱۹۵۲ که در حرفهٔ نویسندگی اش وقفه ایجاد شده بود با عطیة الله ابراهیم ازدواج کرد و خبر ازدواج خود را به مدت ده سال از اطرافیانش پنهان کرد. ده سال بعد یکی از دو دخترش به نام ام کلثوم با یکی از همکلاسی‌هایش در مدرسه دعوا کرد و صلاح جاهین که شاعر، کاریکاتوریست و بازیگر بود از طریق پدر دانش آموز متوجه موضوع شد. پس از این واقعه خبر ازدواج محفوظ میان اطرافیانش پیچید.

## خدمات دولتی
محفوظ پس از دریافت مدرک کارشناسیِ فلسفه در سال ۱۹۳۴، به خدمات دولتی مصر پیوست و تا زمان بازنشستگی در سال ۱۹۷۱ در سمت‌ها و وزارتخانه‌های مختلف به کار خود ادامه داد. او ابتدا به عنوان منشی در دانشگاه قاهره و سپس در سال ۱۹۳۸ در وزارت اوقاف به عنوان منشی پارلمانیِ وزیر اوقاف خدمت کرد. او در سال ۱۹۴۵ درخواست انتقال به کتابخانهٔ مجموعهٔ سلطان اشرف الغوری کرد، جایی که با ساکنان محلهٔ کودکی خود به عنوان بخشی از «پروژه وام‌های خوب» مصاحبه کرد. او در دههٔ ۵۰ به عنوان مدیر سانسور در حوزهٔ هنری، مدیر بنیاد حمایت از سینما و عاقبت به عنوان مشاور وزیر فرهنگ مشغول به کار شد.

## حرفهٔ نویسندگی ادبی

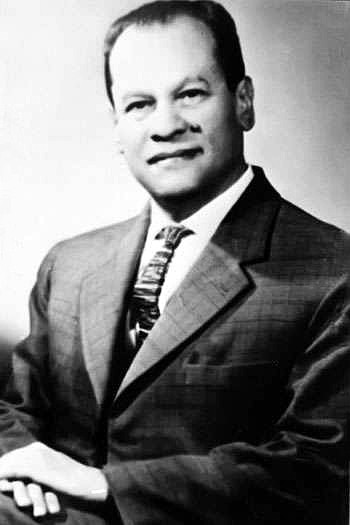
نجیب محفوظ در سال ۱۹۶۰

در کارنامهٔ ادبی نجیب محفوظ ۳۵ رمان، بیش از ۳۵۰ داستان کوتاه، ۲۶ فیلمنامه و هفت نمایشنامه به چشم می‌خورد که حاصل ۷۰ سال فعالیت حرفه‌ای (۱۹۳۰–۲۰۰۴) است. بیشتر رمان‌های او به صورت سریالی در الاهرام (یک مؤسسهٔ مطبوعاتی دولتی) و دیگر نوشته‌هایش در ستون هفتگی آن با نام نقطهٔ دید منتشر می‌شد. قبل از دریافت جایزهٔ نوبل، تنها تعداد کمی از رمان‌های او در غرب منتشر شده بود.
او نوشتن را از اواسط دههٔ ۱۹۳۰ آغاز و داستان‌های کوتاهش را در دو مجلهٔ الجدیدة و الرسالة منتشر کرد. او در سال ۱۹۳۹ اولین رمان خود پوچی سرنوشت را منتشر کرد که مفهوم رئالیسم تاریخی او را ارائه می‌کند. سپس رادوبیس و جنگ تبس را منتشر کرد و به یک سه‌گانهٔ تاریخی در زمان فراعنه پایان داد. او از سال ۱۹۴۵ شیوهٔ رمان‌نویسی رئالیسم اجتماعی خود را که در بیشتر دوران ادبی خود به آن پایبند بود با قاهرهٔ مدرن، خان الخلیلی و کوچهٔ مدق آغاز کرد. او در سراب رئالیسم روان‌شناختی را امتحان کرد سپس با شروع و پایان و سه‌گانهٔ قاهره (بین القصرین، قصر الشوق و سکریه) به رئالیسم اجتماعی بازگشت. محفوظ بعدها در رمان‌هایی مانند بچه‌های محلهٔ ما و گدا به سمبولیسم روی آورد که با واکنش‌های شدیدی رو به رو شد و زمینهٔ ترور او را شکل داد. محفوظ در برخی آثارش مانند حماسهٔ حرافیش و هزار و یک شب به مفاهیم جدیدی مانند نوشتن در مرز خیال و واقعیت و در برخی دیگر مانند پژواک‌های یک خودزندگی‌نامه و رویاهای دوران نقاهت به نوشتن در مورد رؤیاها و مکاشفات صوفیانه روی آورد که همگی زبانی شعرگونه دارد. آثار محفوظ از یک سو آینه‌ای از زندگی اجتماعی و سیاسی مردم مصر به‌شمار می‌رود و از سوی دیگر می‌توان آنها را نقشی مدرن از وجود و جایگاه انسان در دنیایی دانست که رها شده به نظر می‌رسد. همچنین دیدگاه روشنفکران را با تمایلات مختلف آنها به قدرت نشان می‌دهد.
نثر محفوظ با بیان بی‌پردهٔ عقایدش شکل می‌گیرد. آثار او طیف وسیعی از موضوعات را در بر می‌گیرد از جمله مسائل بحث‌برانگیز و تابویی مانند سوسیالیسم، همجنس‌گرایی و خدا که نوشتن دربارهٔ برخی از این مسائل در مصر ممنوع بود.
آثار محفوظ اغلب به توسعهٔ مصر در قرن بیستم می‌پردازد و تأثیرات فرهنگ شرق و غرب را ترکیب می‌کند. مواجههٔ محفوظ با ادبیات غرب در جوانی با مطالعهٔ مشتاقانهٔ داستان‌های پلیسی، کلاسیک‌های روسی و آثار نویسندگان مدرنیسمی مانند مارسل پروست، فرانتس کافکا و جیمز جویس آغاز شد. وقایع داستان‌های محفوظ به‌طور معمول در محله‌های شهری پرجمعیت قاهره اتفاق می‌افتد و شخصیت‌های داستان‌های او که بیشتر اوقات مردم عادی‌اند، سعی می‌کنند با مدرن‌سازی جامعه و وسوسه‌های ارزش‌های غربی کنار بیایند.
اثر اصلی محفوظ در دههٔ ۱۹۵۰ سه‌گانهٔ قاهره (بین القصرین، قصر الشوق و سکریه) بود که قبل از انقلاب ۱۹۵۲ مصر آنها را نوشت. به گفتهٔ اتحادیهٔ نویسندگان عرب، این سه‌گانه بهترین رمان عربی در تاریخ ادبیات عرب محسوب می‌شود. نام‌های این سه‌گانه در اصل نام سه خیابان در محلهٔ الجمالیة است که محفوظ در آن پرورش یافته‌است. این سه‌گانه زندگی سید احمد عبد الجواد و خانواده اش را در طول سه نسل از جنگ جهانی اول تا سقوط فاروق یکم به تصویر می‌کشد. محفوظ پس از پایان سه‌گانه چند سالی از نوشتن دست کشید.
بچه‌های محلهٔ ما دیگر اثر مهم محفوظ و جنجالی‌ترین نوشتهٔ اوست. محفوظ که بعد از سه‌گانهٔ قاهره چند سالی از نوشتن دست کشیده بود در رمان بعدی خود به جای رئالیسم اجتماعی سراغ سمبولیسم رفت. او در این اثر، رابطهٔ خدا و ادیان ابراهیمی با یکدیگر را به صورت تمثیلی توصیف می‌کند. این اثر به خاطر مخالفت با برخی عقاید ادیان ابراهیمی در سراسر جهان عرب به جز لبنان ممنوع شد. محفوظ به دلیل قولی که به حسن صبری الخولی، نمایندهٔ جمال عبدالناصر مبنی بر عدم انتشار بچه‌های محلهٔ ما در داخل مصر داده بود، از انتشار آن جلوگیری کرد. سرانجام رمان بچه‌های محله ما در اوایل سال ۲۰۰۶ با مقدمه‌ای از احمد کمال ابو المجد به چاپ رسید.

## دخالت‌های سیاسی
او از پیمان کمپ دیوید در سال ۱۹۷۸ حمایت کرد و همین باعث شد کتاب‌های او در بسیاری از کشورهای عربی تا پس از دریافت جایزهٔ نوبل ممنوع شود. او مانند بسیاری از نویسندگان و روشنفکران مصری در «فهرست مرگ» بنیادگرایان اسلامی قرار داشت.
پس از اینکه سید روح‌الله خمینی طی فتوایی در سال ۱۹۸۹ سلمان رشدی نویسندهٔ آیات شیطانی را به مرگ محکوم کرد، محفوظ از رشدی به علت آزادی بیان دفاع کرد اگرچه از آیات شیطانی به‌عنوان اثری توهین‌آمیز به اسلام انتقاد کرد.

## تحسین و تجلیل
نجیب محفوظ اگرچه نوشتن را زود آغاز کرد، اما تا اواخر دههٔ ۱۹۵۰ مورد توجه قرار نگرفت و نزدیک به پانزده سال از سوی منتقدان نادیده گرفته شد. عاقبت نسبت به آثارش علاقه ایجاد شد و مورد توجه قرار گرفت.
آثار ترجمه شدهٔ محفوظ مورد تحسین منتقدان آمریکایی قرار گرفت:
«در سراسر داستان نجیب محفوظ استعارهٔ فراگیر وجود دارد، یک هنرمند ادبی که از داستان خود استفاده می‌کند تا به‌طور مستقیم و بدون ابهام در مورد وضعیت کشورش صحبت کند. آثار او سرشار از عشق به مصر و مردم آن است، اما همچنین به‌طور کامل صادقانه و غیرعاطفی است.» واشینگتن پست
«کوچه‌ها، خانه‌ها، کاخ‌ها، مساجد و افرادی که در آنها زندگی می‌کنند در کارهای محفوظ به وضوح برانگیخته می‌شوند همان‌طور که دیکنز خیابان‌های لندن را احضار می‌کند.» نیوزویک
او نخستین و تنها مصری و عربی است که برندهٔ جایزهٔ نوبل ادبیات شده‌است. آکادمی نوبل محفوظ را برای «کار غنی و پیچیدهٔ» او ستوده‌است:
«این ما را به بازنگری در امور اساسی زندگی دعوت می‌کند. مضامینی مانند ماهیت زمان و عشق، جامعه و هنجارها، معرفت و ایمان در موقعیت‌های گوناگون تکرار می‌شوند و به شیوه‌های تفکربرانگیز، تداعی‌کننده و جسورانه ارائه می‌شوند. کیفیت شاعرانهٔ نثر شما را می‌توان در سد زبان احساس کرد. در نقل قول جایزه، شما به خاطر شکل‌گیری یک هنر روایی عربی که برای همه بشریت کاربرد دارد دارای اعتبار هستید.»
محفوظ خود در مراسم اهدای جایزه شرکت نکرد بنابراین دو دخترش به نمایندگی از او جایزه را دریافت کردند.

## ترور ناموفق
انتشار آیات شیطانی رشدی باعث یادآوری جنجال‌های بچه‌های محلهٔ ما شد. در نتیجه او از سوی بنیادگرایان اسلامی دوباره محکوم به مرگ شد. عمر عبد الرحمن روحانی نابینای مصری در گفت و گو با یک روزنامه‌نگار عنوان داشت که اگر محفوظ برای نوشتن بچه‌های محلهٔ ما مجازات می‌شد، رشدی به خود اجازه انتشار آیات شیطانی را نمی‌داد. بعد از این محفوظ از حفاظت امنیتی پلیس برخوردار شد با این همه دو نفر موفق شد با وارد کردن ضربهٔ چاقو به گردن او در خارج از خانه اش در قاهره این نویسندهٔ ۸۲ ساله را مجروح کنند. عمر عبد الرحمن بعدها اعلام کرد که گفتهٔ او فتوا نبود.
او زنده ماند اما تا پایان عمر از آسیب به اعصاب اندام فوقانی راست خود رنج می‌برد. بعد از این واقعه او به‌طور دائمی تحت حفاظت شدید زندگی کرد. او به خاطر آسیب ناشی از جراحات نمی‌توانست بیش از چند دقیقه در روز بنویسد و مجبور بود از کسی بخواهد که گفته‌هایش را بنویسد، بنابراین آثار کمتری نسبت به قبل پدیدآورد.

## اواخر زندگی
نجیب محفوظ در ۳۰ اوت ۲۰۰۶ بر اثر نارسایی کلیه‌ها و ذات الریه که منجر به خونریزی داخلی شد درگذشت. او قبل از مرگ به علت شکستگی سر بر اثر زمین‌خوردن در بیمارستان بستری بود.

## گزیدهٔ ترجمه‌های فارسی
- گ‍دا، ت‍رج‍م‍هٔ م‍ح‍م‍د ده‍ق‍ان‍ی. ت‍ه‍ران: ن‍ی‍ل‍وف‍ر، ۱۳۸۳. شابک ‎۹۷۸-۹۶۴-۴۴۸-۲۲۴-۳
- کوچهٔ مدق، ترجمهٔ محمدرضا مرعشی‌پور. تهران: نیلوفر، ۱۳۸۷. شابک ‎‏‫‬‭۹۷۸-۹۶۴-۴۴۸-۳۷۵-۲
- بین‌القصرین (بخش نخست از سه‌گانهٔ قاهره)، ترجمهٔ محمدرضا مرعشی‌پور. تهران: نیلوفر، ۱۴۰۱. شابک ‎۹۷۸-۶۲۲-۶۶۵۴-۶۵-۴
- قصر الشوق (بخش دوم از سه‌گانهٔ قاهره)، ترجمهٔ محمدرضا مرعشی‌پور. تهران: نیلوفر، ۱۴۰۱. شابک ‎‏‫‭۹۷۸-۶۲۲-۷۷۲۰-۳۷-۲‬‬‬
- سُکَّریه (بخش سوم از سه‌گانهٔ قاهره)، ترجمهٔ محمدرضا مرعشی‌پور. تهران: نیلوفر، ۱۴۰۱. شابک ‎‏‫‭۹۷۸-۶۲۲-۷۷۲۰-۴۵-۷‬‬
- خاکستر (مجموعه داستان‌های کوتاه)، ترجمهٔ محمدرضا مرعشی‌پور. تهران: نیلوفر، ۱۴۰۰. شابک ‎۹۷۸-۶۲۲-۶۶۵۴-۸۹-۰
- راه، ترجمهٔ محمدرضا مرعشی‌پور. تهران: هاشمی، ۱۳۹۳. شابک ‎۹۷۸-۹۶۴-۷۱۹۹-۲۹-۲
- خواب (مجموعه داستان‌های کوتاه)، ترجمهٔ محمدرضا مرعشی‌پور. تهران: نیلوفر، ۱۳۹۱. شابک ‎۹۷۸-۹۶۴-۴۴۸-۵۰۹-۱
- جنایت (مجموعه داستان‌های کوتاه و نمایشنامه)، ترجمهٔ محمدرضا مرعشی‌پور. تهران: ماهریس، ۱۳۹۸. شابک ‎۹۷۸-۶۰۰-۹۹۲۹-۶۲-۷
- در خان‌الخلیلی اتفاق افتاد، ترجمهٔ امل نبهانی. تهران: نیماژ، ۱۴۰۰. شابک ‎۹۷۸-۶۰۰-۳۶۷-۷۳۱-۹
- تنها یک ساعت مانده، ترجمهٔ لیلا ونکی‌فراهانی. تهران: ایشتار‏‫، ۱۴۰۰. شابک ‎۹۷۸-۶۲۲-۹۸۸۳۶-۰-۰
- میرامار، ترجمهٔ رضا عامری. تهران: دنیای اقتصاد، ‏‫۱۳۹۴. شابک ‎۹۷۸-۶۰۰-۸۰۰۴-۱۳-۴
- دزد و س‍گ‌ه‍ا، ت‍رج‍م‍هٔ ب‍ه‍م‍ن رازان‍ی. ت‍ه‍ران: ق‍ق‍ن‍وس، ۱۳۸۰. شابک ‎۹۶۴-۳۱۱-۲۷۱-۳‬
- کافهٔ کرنک، ترجمهٔ محمد جعفرپور و ویراستاری نازنین خلیلی‌پور. تهران: نشر ثالث‏‫، ۱۴۰۱. شابک ‎‏‫‭۹۷۸-۶۰۰-۴۰۵-۸۲۵-۴‬‬
- عشق بر فراز تپهٔ هرم (مجموعه داستان‌های کوتاه)، ت‍رج‍م‍هٔ ح‍س‍ی‍ن ش‍م‍س‌آب‍ادی و م‍ری‍م آل‌ن‍جف. تهران: نشر سادات حجازی (ن‍س‍ح)، ۱۳۸۵. شابک ‎۹۷۸-۹۶۴-۹۶۲-۲۶۶-۸
- در برابر تخت ( امام العرش) ترجمه محمد علی عسگری ، نشر پیدایش سال 1393. تهران .

## کتابنامه
| عنوان به عربی              | عنوان به انگلیسی                         | عنوان به فارسی            | سال انتشار |
| -------------------------- | ---------------------------------------- | ------------------------- | ---------- |
| مصر القدیمة                | Ancient Egypt                            | مصر باستان                | ۱۹۳۲       |
| همس الجنون                 | Whisper of Madness                       | نجوای دیوانگی             | ۱۹۳۸       |
| عبث الأقدار                | Mockery of the Fates                     | پوچی سرنوشت               | ۱۹۳۹       |
| رادوبیس                    | Rhadopis of Nubia                        | رادوبیس                   | ۱۹۴۳       |
| کفاح طیبة                  | Thebes at War                            | جنگ تبس                   | ۱۹۴۴       |
| القاهرة الجدیدة            | Cairo Modern                             | قاهرهٔ مدرن                | ۱۹۴۵       |
| خان الخلیلی                | Khan al-Khalili                          | خان الخلیلی               | ۱۹۴۵       |
| زقاق المدق                 | Midaq Alley                              | کوچهٔ مدق                  | ۱۹۴۷       |
| السراب                     | The Mirage                               | سراب                      | ۱۹۴۸       |
| بدایة و نهایة              | The Beginning and the End                | شروع و پایان              | ۱۹۴۹       |
| بین القصرین                | Palace Walk                              | بین القصرین               | ۱۹۵۶       |
| قصر الشوق                  | Palace of Desire                         | قصر الشوق                 | ۱۹۵۷       |
| السکریة                    | Sugar Street                             | السکریة                   | ۱۹۵۷       |
| اولاد حارتنا               | Children of Gebelawi                     | بچه‌های محلهٔ ما            | ۱۹۵۹       |
| لیلة القدر                 | Night of Decree                          | شب قدر                    | ۱۹۵۹       |
| اللص و الکلاب              | The Thief and the Dogs                   | دزد و سگ‌ها                | ۱۹۶۱       |
| السمان و الخریف            | Autumn Quail                             | بلدرچین و پاییز           | ۱۹۶۲       |
| دنیا الله                  | God's World                              | دنیای خدا                 | ۱۹۶۲       |
| زعبلاوی                    | Zaabalawi                                | زعبلاوی                   | ۱۹۶۳       |
| الطریق                     | The Search                               | راه                       | ۱۹۶۴       |
| الشحاذ                     | The Beggar                               | گدا                       | ۱۹۶۵       |
| بیت سیء السمعة             | Notorious House                          | خانهٔ بدنام                | ۱۹۶۵       |
| ثرثرة فوق النیل            | Adrift on the Nile                       | گپی بر روی نیل            | ۱۹۶۶       |
| میرامار                    | Miramar                                  | میرامار                   | ۱۹۶۷       |
| خمارة القط الأسود          | The Pub of the Black Cat                 | میخانهٔ گربهٔ سیاه          | ۱۹۶۹       |
| تحت المظلة                 | Under the Tent                           | زیر خیمه                  | ۱۹۶۹       |
| شهر العسل                  | The Honeymoon                            | ماه عسل                   | ۱۹۷۱       |
| حکایة بلا بدایة و لا نهایة | A Story Without a Beginning or an Ending | داستانی بدون شروع و پایان | ۱۹۷۱       |
| المرایا                    | Mirrors                                  | آینه‌ها                    | ۱۹۷۲       |
| الحب تحت المطر             | Love in the Rain                         | عشق در باران              | ۱۹۷۳       |
| الجریمة                    | The Crime                                | جنایت                     | ۱۹۷۳       |
| الکرنک                     | Karnak Café                              | کرنک                      | ۱۹۷۴       |
| حکایات حارتنا              | Stories from Our Neighbourhood           | حکایت‌های محلهٔ ما          | ۱۹۷۵       |
| قلب اللیل                  | Heart of the Night                       | قلب شب                    | ۱۹۷۵       |
| حضرة المحترم               | Respected Sir                            | آقای محترم                | ۱۹۷۵       |
| ملحمة الحرافیش             | The Harafish                             | حماسهٔ حرافیش              | ۱۹۷۷       |
| الحب فوق هضبة الهرم        | Love above the Pyramid Plateau           | عشق بر فراز تپهٔ هرم       | ۱۹۷۹       |
| الشیطان یعظ                | The Devil Preaches                       | شیطان موعظه می‌کند         | ۱۹۷۹       |
| لیالی ألف لیلة             | Arabian Nights and Days                  | هزار و یک شب              | ۱۹۷۹       |
| عصر الحب                   | Love and the Veil                        | زمان دوستی                | ۱۹۸۰       |
| أفراح القبة                | Wedding Song                             | در اوج شادی               | ۱۹۸۱       |
| رأیت فیما یری النائم       | I Saw, in a Dream                        | در خواب دیدم              | ۱۹۸۲       |
| الباقی من الزمن ساعة       | One Hour Remains                         | تنها یک ساعت مانده        | ۱۹۸۲       |
| أمام العرش                 | Before the Throne                        | قبل از عرش                | ۱۹۸۳       |
| رحلة ابن فطومة             | The Journey of Ibn Fattouma              | سفر ابن فطوطه             | ۱۹۸۳       |
| التنظیم السری              | Secret Organization                      | سازمان مخفی               | ۱۹۸۴       |
| العائش فی الحقیقة          | Akhenaten, Dweller in Truth              | زنده در حقیقت             | ۱۹۸۵       |
| یوم مقتل الزعیم            | The Day the Leader Was Killed            | روزی که رهبر کشته شد      | ۱۹۸۵       |
| الجوع                      | The Hunger                               | گرسنگی                    | ۱۹۸۶       |
| من فضلک و إحسانک           | Please and Your Kindness                 | فضل و احسان شما           | ۱۹۸۶       |
| حدیث الصباح و المساء       | Morning and Evening Talk                 | صحبت صبح و عصر            | ۱۹۸۷       |
| صباح الورد                 | Morning of Rose                          | صبح گل رز                 | ۱۹۸۷       |
| الفجر الکاذب               | The False Dawn                           | صبح کاذب                  | ۱۹۸۸       |
| قشتمر                      | The Coffeehouse                          | قشتمر                     | ۱۹۸۸       |
| أصداء السیرة الذاتیة       | Echoes of an Autobiography               | پژواک‌های یک خودزندگی‌نامه  | ۱۹۹۴       |
| صدی النسیان                | Echoes of Forgetness                     | پژواک‌های فراموشی          | ۱۹۹۹       |
| أحلام فترة النقاهة         | Dreams of the Rehabilitation Period      | رویاهای دوران نقاهت       | ۲۰۰۴       |